# HD 156826
HD 156826，又名BD-05 4426，SAO 141611、HR 6439，是一颗恒星，视星等为6.32，位于銀經16.64，銀緯17.27，其B1900.0坐标为赤經17h 14m 38.3s，赤緯-5° 17.27′ 33″。